# آگی پتی
آگی پتی (انگلیسی: Aggie Pati؛ زادهٔ ۱۹ نوامبر ۲۰۰۳) بازیکن فوتبال اهل ساموآی آمریکا است.
وی همچنین در تیم ملی فوتبال American Samoa بازی کرده‌است.